# Duje Draganja
Duje Draganja (Croacia, 27 de febrero de 1983) es un nadador croata especializado en pruebas de estilo libre, donde consiguió ser subcampeón olímpico en 2004 en los  metros.

## Carrera deportiva
En los Juegos Olímpicos de Atenas 2004 ganó la medalla de plata en los 50 metros estilo libre, con un tiempo de 21.94 segundos, tras el estadounidense Gary Hall, Jr. y por delante del sudafricano Roland Mark Schoeman (oro con 22.02 segundos).